# Аспарагин
Аспараги́н (англ. Asparagine; принятые сокращения: Асн, Asn, N) — амид аспарагиновой кислоты (2-амино-бутанамид-4-овая кислота, Asx или B). Одна из 20 наиболее распространённых аминокислот природного происхождения. Их кодоны AAU и AAC.

## История
Аспарагин был выделен из сока спаржи (лат. Asparagus) в 1806 году французским химиком Луи-Никола Вокленом и его помощником Пьером Жаном Робике, став первой полученной человеком аминокислотой. В составе спаржи аспарагин содержится в больших количествах, соответственно он получил своё имя.
Несколько лет позже, в 1809 году, Робике снова обнаружил в корне лакрицы вещество похожее на аспарагин, затем Огюст-Артур Плиссон в 1828 подтвердил это.

## Бетаиновая структура
Аспарагин легко образует внутреннюю соль — бетаин.
 Благодаря наличию хирального центра, существуют два энантиомера (S) и (R), участвующих в построении белков, и их смеси, вплоть до смеси с равным количеством — рацемат.
Так как в аспарагине боковые ответвления в виде карбоксамидной группы могут образовывать водородные связи с пептидной цепью, аспарагиновые остатки часто находят в начале и конце пептидной цепи, что характерно как для альфа-спирали, так и для β-листов. Его роль может быть обозначена как «закупорка» водородных связей взаимодействием с концевыми группами, которые в других случаях могли бы связываться с основной полипептидной цепью. Глутамины с дополнительной метиленовой группой имеют большую конформационную энтропию, из-за чего они менее полезны в этом отношении. Аспарагин также обеспечивает реакции гликозилирования с образованием N-связанных гликанов (см. гликопротеины).

## Свойства
С XIX века известны обе формы аспарагина. L-аспарагин имеет сладкий вкус, D-аспарагин — напротив, горький.
Находящийся в пище сахар при его нагревании с аспарагином образует акриламид — потенциальный канцероген.

## Нахождение в природе
Аспарагин не является незаменимой аминокислотой (не требуется в диете), что означает способность человека синтезировать его основными метаболитическими путями. Он находится в значительных количествах в животных (молоко, сыворотка, мясо, птица, яйца, рыба, морепродукты) и растительных (спаржа, помидор, бобовые, орехи, семена, соя, цельные зёрна) источниках.
В живых клетках присутствует в свободном виде и в составе белков. Путём образования аспарагина из аспарагиновой кислоты в организме связывается токсический аммиак.

## Биосинтез
Прекурсором аспарагина является оксалоацетат. Оксалоацетат конвертируется в аспартат энзимом трансаминазой, который переносит аминогруппу с глутамата на оксалоацетат, в результате чего образуются α-кетоглутарат и аспартат. А реакцию образования аспарагина, АМФ, глутамата и пирофосфата из аспартата, глутамина и АТФ катализирует аспарагинсинтетаза. В этой реакции АТФ активирует аспартат, образуя формил-β-аспартил-АМФ, а глутамин даёт аминогруппу, которая реагирует с β-аспартил-АМФ, образуя аспарагин и свободную АМФ.

## Расщепление
L-аспарагиназа гидролизует амидную группу, образуя аспартат и аммиак. Аспартат — это глюкогенная аминокислота. Трансаминаза конвертирует аспартат в оксалоацетат, который может быть далее использован в цикле трикарбоновых кислот или глюконеогенезе.
Характерный запах мочи некоторых людей после употребления спаржи относят к различным метаболитам аспарагина.

## Функция
Аспарагин требуется для нормального функционирования нервной системы. Он также играет важную роль в синтезе аммиака.